# 평양야구장
평양야구장(平壤野球場)은 조선민주주의인민공화국의 수도인 평양에 위치한 짓다 만 야구장이다. 그러나 2010년 중순에서 말까지 철거가 완료하였으며 그 자리엔 농구장으로 추정되는 직사각형의 경기장이 들어섰다.